# Kurt Poppe
Kurt Poppe (Kurt Adolf Poppe) (* 3. Mai 1880 in Leipzig; † 17. Juni 1960 in Rostock) war ein deutscher Tier-Pathologe und Veterinär sowie ein Professor an der Universität Rostock.

## Lebensweg
Der Vater war Adolf Poppe (1849–1899), ein Zinngießereibesitzer, die Mutter Rosa Poppe, geb. Unger (1852–1909). Poppe legte 1898 das Abitur in Leipzig ab und studierte 1898 bis 1905 Veterinärmedizin, Naturwissenschaften und Humanmedizin an der Tierärztlichen Hochschule Dresden, Universität Gießen, in Leipzig, Würzburg und Berlin. Die Approbation als Tierarzt erfolgte 1902 an der Universität Gießen.
1902 bis 1904 schloss er ein Studium der Naturwissenschaft und Landwirtschaftswissenschaften an der Universität Leipzig an, 1904 bis 1906 eine Fachausbildung in Bakteriologie und Serologie. 1904 erfolgte die Promotion in Leipzig. 1905 bis 1906 leistete Poppe Militärdienst in Würzburg. 1906–1908 war er wissenschaftlicher Hilfsarbeiter am Hygienischen Institut der Universität Leipzig, 1908–1914 wiss. Hilfsarbeiter und Laborvorsteher am Reichsgesundheitsamt Berlin. 1914 bis 1918 nahm er am Ersten Weltkrieg teil als Leiter einer Veterinär-Untersuchungsstelle und Veterinärhygieniker (zuletzt: Stabsveterinär). 1918 bis 1924 arbeitete er als Abteilungsvorsteher am Bakteriologischen Institut der Landwirtschaftskammer Berlin, 1920 erfolgte eine Promotion als Dr. med. vet. in München. 1924 wurde er als Professor an die Universität Rostock berufen. 1956 wurde er emeritiert. 1947 bis 1960 hatte er zusätzlich eine Gastprofessur an der Veterinärmedizinischen Fakultät der Humboldt-Universität zu Berlin inne. 
Poppe war 1930–1931 Dekan, 1932–1933 Rektor, 1933–1935 Prodekan an der Universität Rostock. 1944 bis 1956 war er Institutsdirektor und 1945–1946 Prorektor. 1924–1948 war er Direktor des Mecklenburgischen Landestierseuchenamts Rostock. 
1930–1960 war Poppe Mitglied der Kaiser-Wilhelm-Gesellschaft Berlin (später Max-Planck-Gesellschaft). Er gehörte zur Gesellschaft Deutscher Naturforscher und Ärzte. 1935 wurde er Mitglied der Deutschen Akademie der Naturforscher Leopoldina, 1937 erhielt er das Komturkreuz des Königlich-Griechischen Phönix-Ordens, 1943 die Robert-Koch-Plakette. 
1946 wurde er Ehrendoktor an der Universität Rostock, 1955 als Hervorragender Wissenschaftler des Volkes der DDR geehrt.
Poppe war Mitglied der Landsmannschaft Thuringia Freiburg.